# 蘭開斯特的凱瑟琳
蘭開斯特的凱瑟琳（英語：Catherine of Lancaster，1373年3月31日—1418年6月2日），卡斯提爾王后，父親是蘭開斯特公爵岡特的約翰。

## 家庭
1388年，凱瑟琳與卡斯提爾國王胡安一世的長子、日後的恩里克三世結婚，兩人共有1子2女：
1. 瑪麗亞（1401年—1458年）
2. 卡塔里娜（英语：Infanta Catherine, Duchess of Villena）（1403年—1439年）
3. 胡安二世（1405年—1454年）